# Cynoglossus sibogae
Cynoglossus sibogae är en fiskart som beskrevs av Weber, 1913. Cynoglossus sibogae ingår i släktet Cynoglossus och familjen Cynoglossidae. Inga underarter finns listade i Catalogue of Life.